# Bouko
Bouko (auch: Bouka) ist eine Stadt im Nordosten der Elfenbeinküste. Es ist auch eine Sub-Präfektur des Bouna Department in der Bounkani Region, Zanzan District. 2014 wurden 15.319 Einwohner angegeben.

## Geographie
Der Ort liegt im Hinterland der Elfenbeinküste an der Nationalstraße A1, der sich dort von Nordwesten nach Südosten erstreckt und nach Nougoa führt. Die nächstgelegenen Ortschaften sind Zoronko im Nordwesten an der A1, Yakandié (NW), Dinaïro im Nordosten und Kounia im Süden. Die Landschaft wird von zahlreichen temporären Flüssen durchzogen.
Im Hauptort gibt es eine Moschee.

### Teilorte
85 Dörfer gehören zu der Sub-Präfektur (Einwohnerzahl in Klammern):
| - Bidandouo (43) - Bidjédouo (103) - Biéligninadouo (151) - Bieltadouo (65) - Bipirédouo (274) - Bissamdouo (68) - Bognira 2 (Koyaladouo) (137) - Bognira 3 (Binguidouo) (109) - Bognira 4 (50) - Bognira1 (Dolodouo) (51) - Bomandouo (150) - Bonfilé 1 (476) - Bonfilé 2 (113) - Bouko (1952) - Dabira (124) - Dabordouo (474) - Daboudouo (54) - Dahoudouo (101) - Dalo Ou Dougboudouo (133) - Damaldouo (185) - Dardouo (50) - Daridion (221) - Dasseyo 1 (164) - Dèbrodouo (79) - Dinabadouo (201) - Diokordouo (111) - Djapérédouo (175) - Djélékodouo (71) | - Djorgnadouo (305) - Fatanadouo (23) - Gnadouo (28) - Gnemta (381) - Kando (225) - Kangnaldouo (75) - Kelfara (106) - Kelmita (52) - Kerantedouo (75) - Kergbodouo (78) - Kokadouo (215) - Kolindouo (143) - Kolontira (134) - Konondouo (155) - Kouédidouo (334) - Kouemidouo (100) - Koulbi (50) - Kpiko (141) - Krikpadouo (321) - Loumpèdouo (41) - Malandouo (100) - Mihadouo (130) - Moulèdouo (85) - Nakoudouo (59) - Nakoudouo 2 (80) - Namidouo (137) - Nandjogdi (157) - Noproudouo (243) | - Nossouondouo (130) - N’séméra (168) - Ounankodouo (141) - Panzagani (1444) - Pétounondouo (215) - Sébinandouo (162) - Séfahiridouo (349) - Sékioudouo (252) - Sépridouo (268) - Sindénandouo (245) - Tchatchardouo (102) - Tchédidouo (49) - Tchitchidouo (114) - Tchogbolodadouo (78) - Tchokodouo 2 (138) - Tèdjildouo (187) - Téfrodouo (21) - Tékouédouo (108) - Tindodouo (135) - Titchadouo (82) - Vilayo (129) - Wabidjoudouo (95) - Wamidouo (107) - Wanahidouo (245) - Watchadouo (127) - Yanérédouo (131) - Yanidouo (70) - Yayabougou (119) - Yolanko (50) |

## Geschichte
Bouko war bis März 2012 eine eigenständige Kommune, dann wurden Landesweit 1126 Kommunen abgeschafft.